# SAMPLE
SAMPLE або Анамнез за схемою SAMPLE  (англ. SAMPLE history) —  це  мнемонічний акронім для запам'ятовування ключових запитань при зборі медичного анамнезу  певної особи.
Дане опитування найчастіше використовують у сфері невідкладної медицини, зокрема парамедиками. Цю інформацію збирають у самих пацієнтів, а у випадку, коли у тих  затьмарена свідомість — у членів сім'ї або інших супроводжуючих осіб.

## Значення
Мнемонічну схему розшифровують як:
- S — Symptoms — Симптоми
- A — Allergies — Алергічні реакції
- M — Medications — Медикаменти
- P — Past Medical History — Попередній медичний анамнез
- L —  Last Oral Intake — «Ланч» (останнє вживання їжі та рідини). Деколи сюди включають і дату останньої менструації (Last Menstrual Cycle)
- E — Events Leading Up To Present Illness / Injury — Події, які призвели до виникнення цього захворювання чи пошкодження.